# Tarucus bowkeri
Bowker’s Blue (Tarucus bowkeri) là một loài bướm ngày thuộc họ Bướm xanh. Nó được tìm thấy ở Nam Phi, from the North Cape, phía nam đến fynbos in the West Cape và phía đông đến the Amatolas in the East Cape.
Sải cánh dài 23–27 mm đối với con đực và 26–29 mm đối với con cái. Con trưởng thành bay từ tháng 10 đến tháng 3, but is most common in early summer và sometimes also on wing in winter. Có nhiều lứa trong năm.
Ấu trùng ăn Phylica paniculata.

## Phụ loài
- Tarucus bowkeri bowkeri (from East Cape along escarpment to KwaZulu-Natal và along the Drakensberg foothills)
- Tarucus bowkeri transvaalensis Quickelberge, 1972 (from Mpumalanga và the Limpopo Province along the Drakensberg escarpment)